# Demian Bednîi
Efim Alekseevici Pridvorov (în rusă: Ефим Алексеевич Придворов), cunoscut sub pseudonimul Demian Bednîi (Демья́н Бе́дный, "Demian cel sărac") (n. 13 aprilie [S.V. 1 aprilie] 1883, d. 25 mai 1945) a fost poet bolșevic, autor de satiră antireligioasă.
A fost susținător al Revoluției din Octombrie și al regimului sovietic, dar în 1938 a fost exclus din Partidul Comunist Sovietic.

## Opera
- 1912: Steaua ("Звездa");
- 1913: Fabule ("Basni");
- 1920: Pământul făgăduinței ("Obetsvannaia zemlia");
- 1922: Strada centrală ("Glavnaia ulița").